# Ulica Bolesława Krzywoustego w Szczecinie
Bolesława Krzywoustego – jedna z ważniejszych arterii komunikacyjnych szczecińskiego osiedla Śródmieście-Zachód, położona także częściowo na obszarze Turzynu. Administracyjnie należy do dzielnicy Śródmieście. Patronem ulicy jest książę Polski Bolesław III Krzywousty. Przedwojenna nazwa ulicy brzmiała Hohenzollernstraße i nadana była na cześć niemieckiej dynastii Hohenzollernów.

## Przebieg
Ulica rozpoczyna swój bieg na placu Zwycięstwa. Następnie krzyżuje się z ulicą Bogusława X, Królowej Jadwigi, przecina plac Tadeusza Kościuszki, po czym krzyżuje się jeszcze z ulicą Bolesława Śmiałego, kończąc swój bieg na al. Bohaterów Warszawy. Jej przedłużeniem jest ul. 26 kwietnia. Na całej długości ulicy położona jest dwutorowa trasa tramwajowa, przy czym na odcinku pl. Zwycięstwa – pl. Kościuszki jest ona współdzielona z pasem ruchu, a na odcinku pl. Kościuszki – al. Bohaterów Warszawy znajduje się torowisko wydzielone. Na wszystkich skrzyżowaniach z wyjątkiem skrzyżowania z ul. Śmiałego znajduje się sygnalizacja świetlna.

## Zabudowa

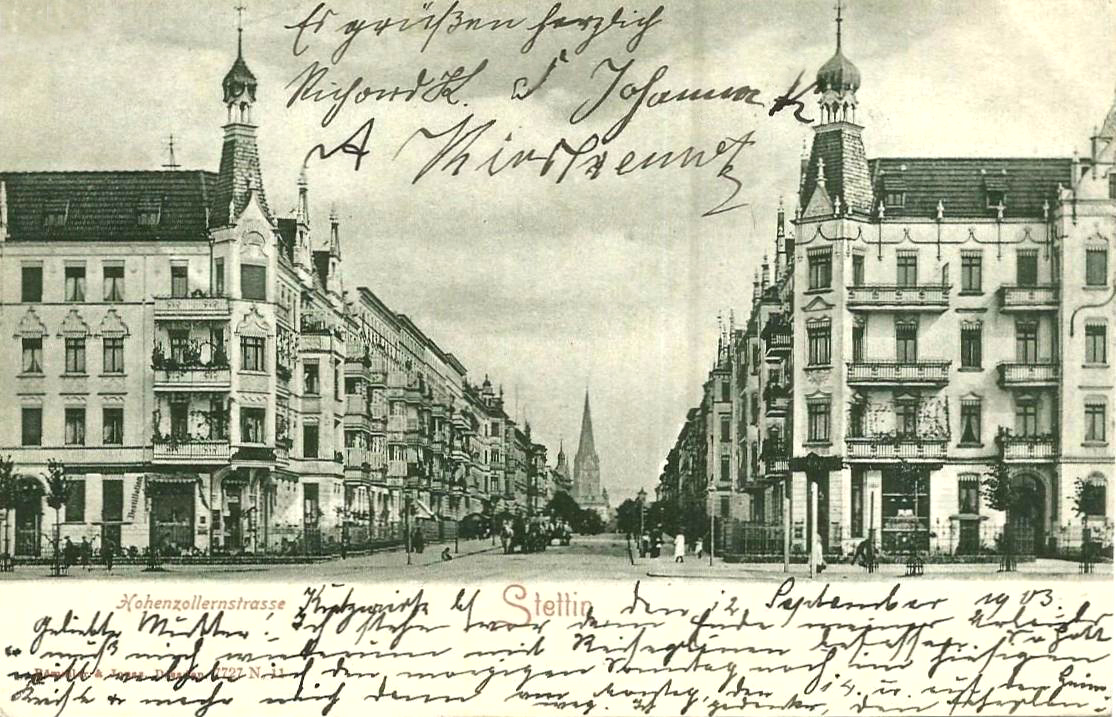
Hohenzollernstraße widziana z Schinkelplatz (pl. Kościuszki), 1903 r. Narożne kamienice nie istnieją.

Przy ul. Krzywoustego znajduje się częściowo zachowana przedwojenna zabudowa kamieniczna z końca XIX wieku. Ubytki w zabudowie spowodowane przez II wojnę światową zostały wypełnione współczesnym budownictwem z wielkiej płyty. Proces zabudowy wolnych działek trwa do dziś – w latach 2001–2003 na narożniku z ulicą Bogusława X wzniesiony został DTK Kupiec. Jesienią 2005 roku miał miejsce generalny remont ulicy, w trakcie którego wymieniono nawierzchnię oraz chodniki, zamontowano nowe ławki, latarnie, zagospodarowano klomby, położono wyciszone torowisko tramwajowe. W latach 2009–2012 trwała budowa nowej kamienicy na miejscu pawilonu „Barbary”, która wzbudziła wiele kontrowersji ze względu na formę budynku. W latach 2013–2015 wzniesiono nową kamienicę przy ul. Krzywoustego 14.

## Transport
Przez ulicę Bolesława Krzywoustego przejeżdżają tramwaje linii nr  7,  8,  9 oraz  10. Swoje przystanki mają tu także linie autobusowe dzienne 61, 62, 75, 198 i nocne 527 i 528.

## Zdjęcia

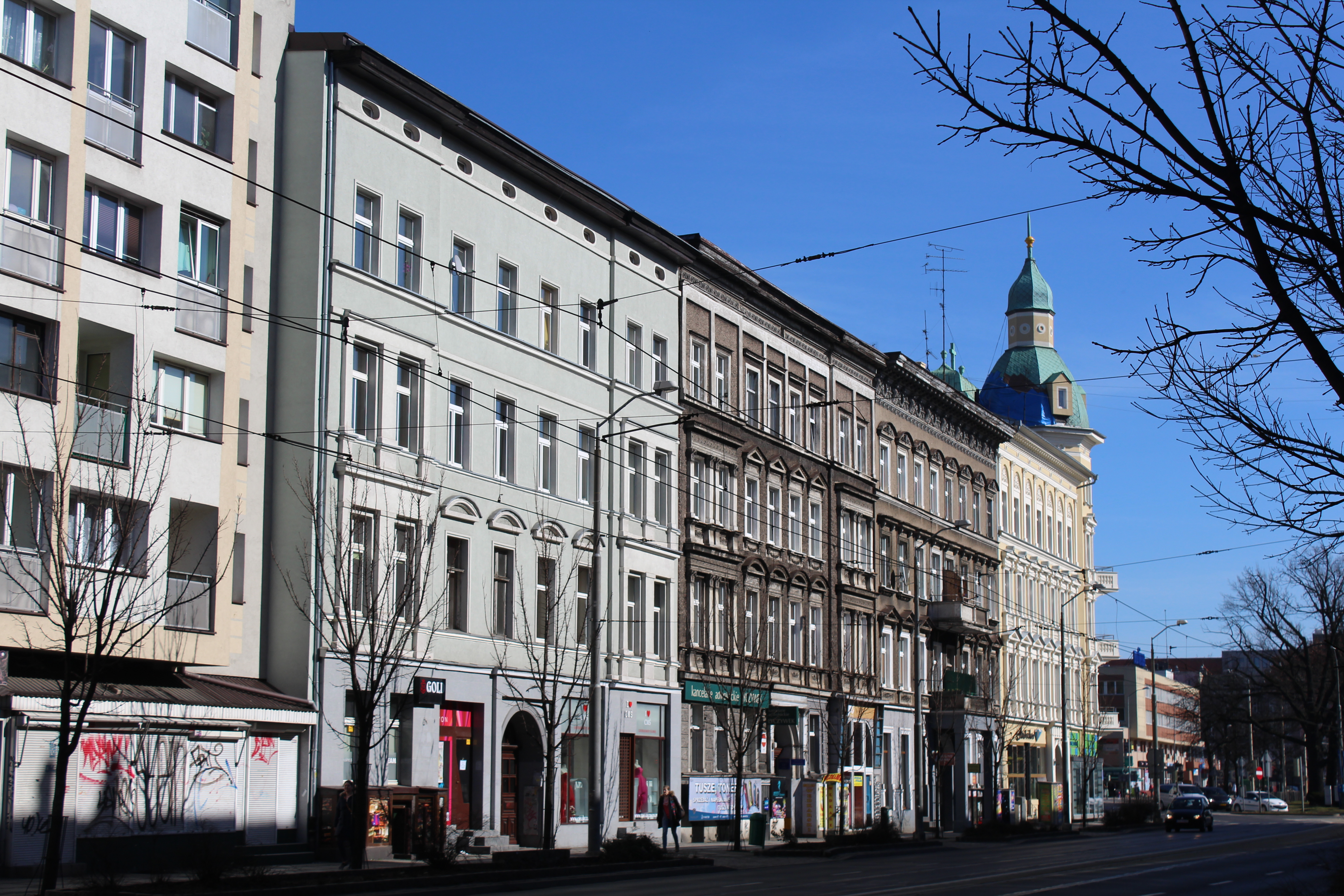
Kamienice w pobliżu pl. Zwycięstwa
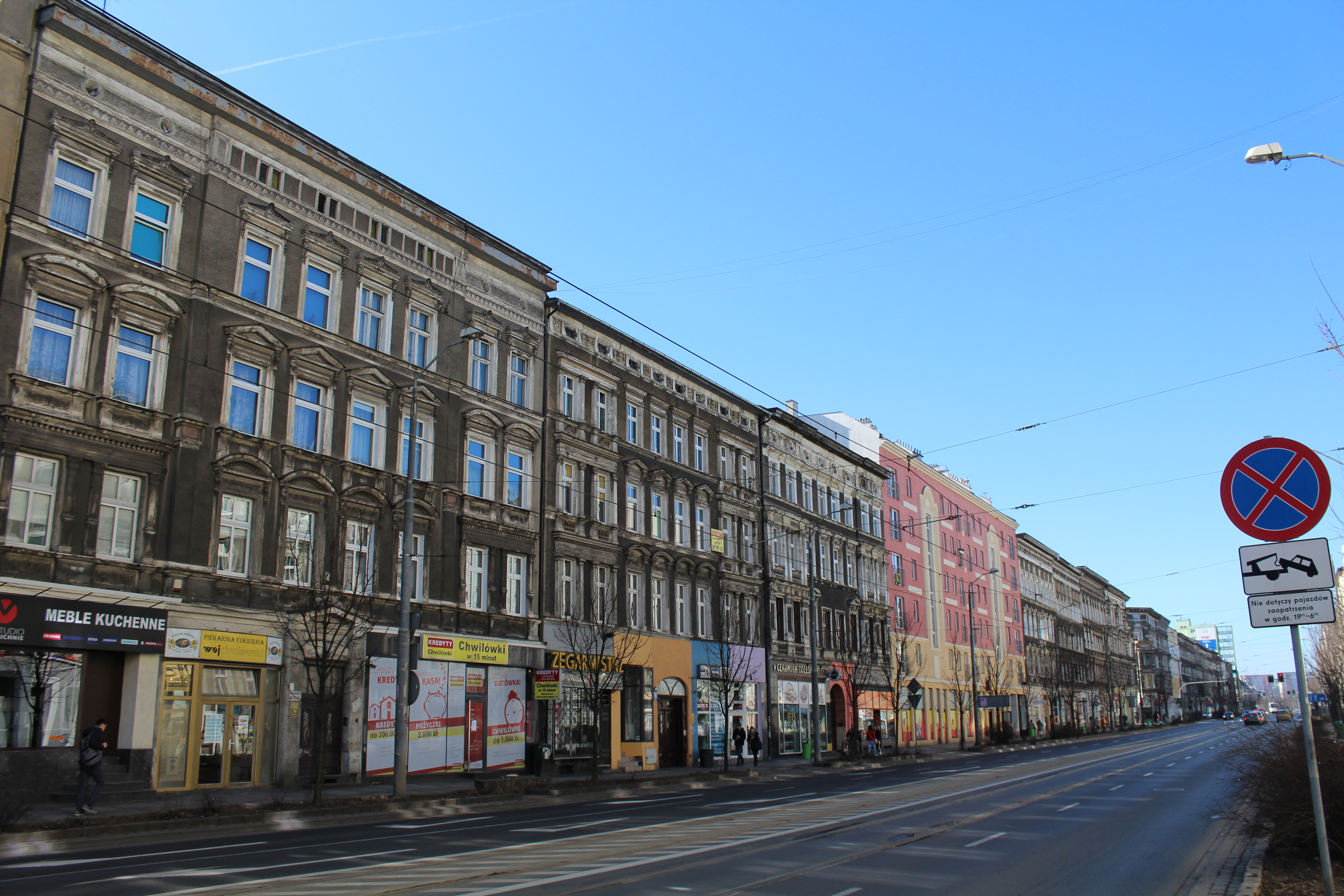
Pierzeja ulicy między pl. Zwycięstwa a ul. Bogusława X
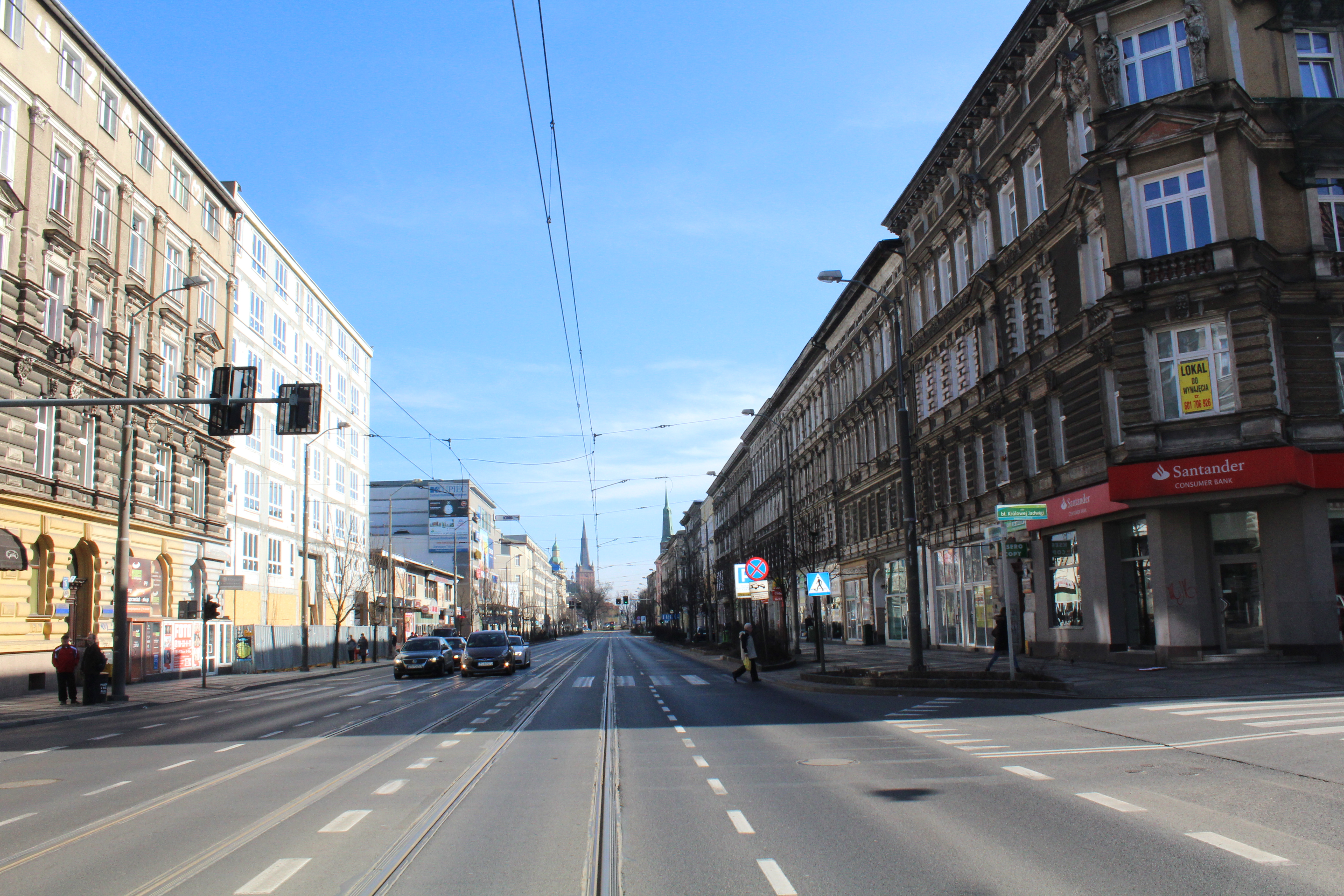
Widok od skrzyżowania z ul. Królowej Jadwigi
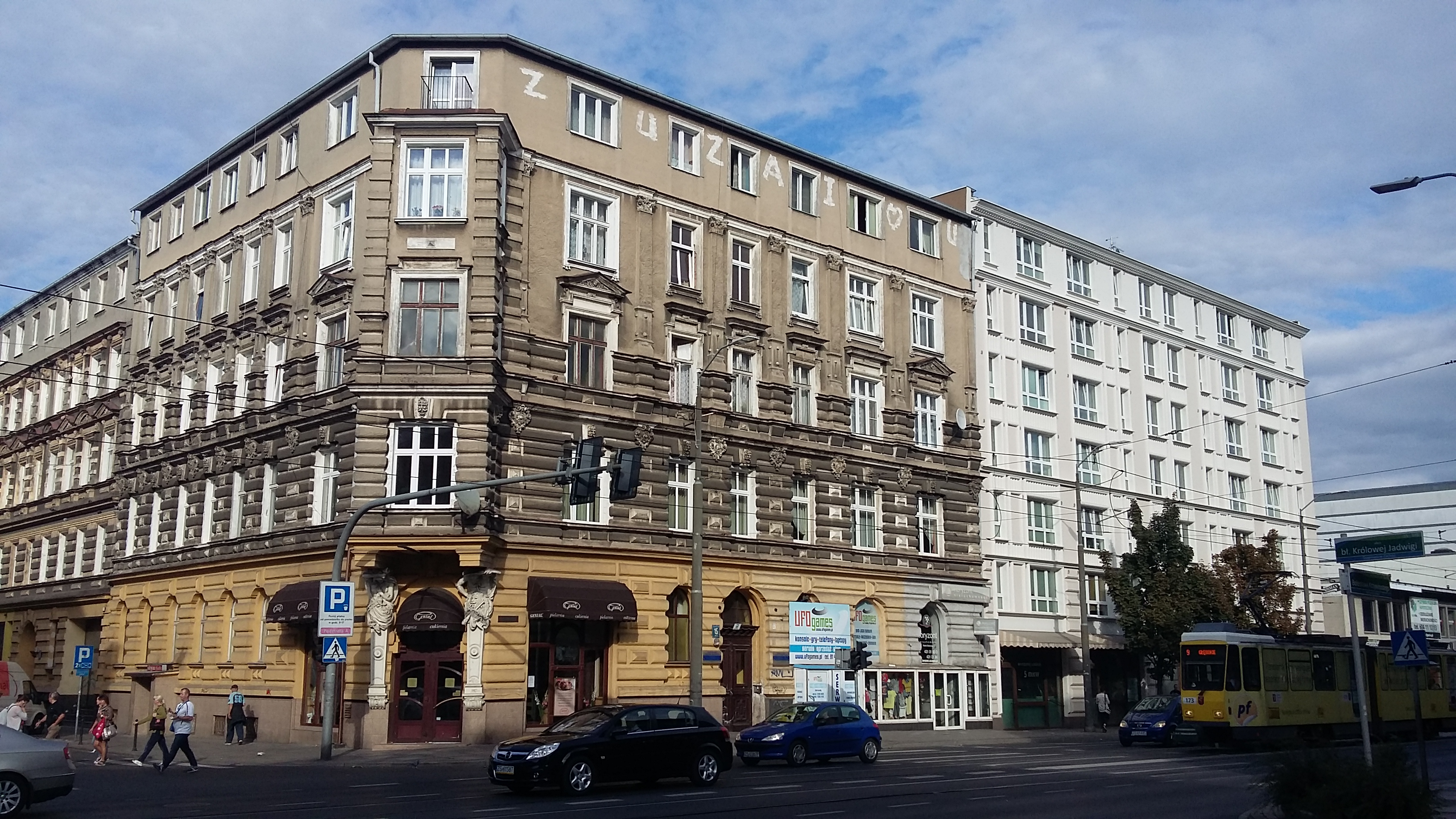
Nowa kamienica przy ul. Krzywoustego 14
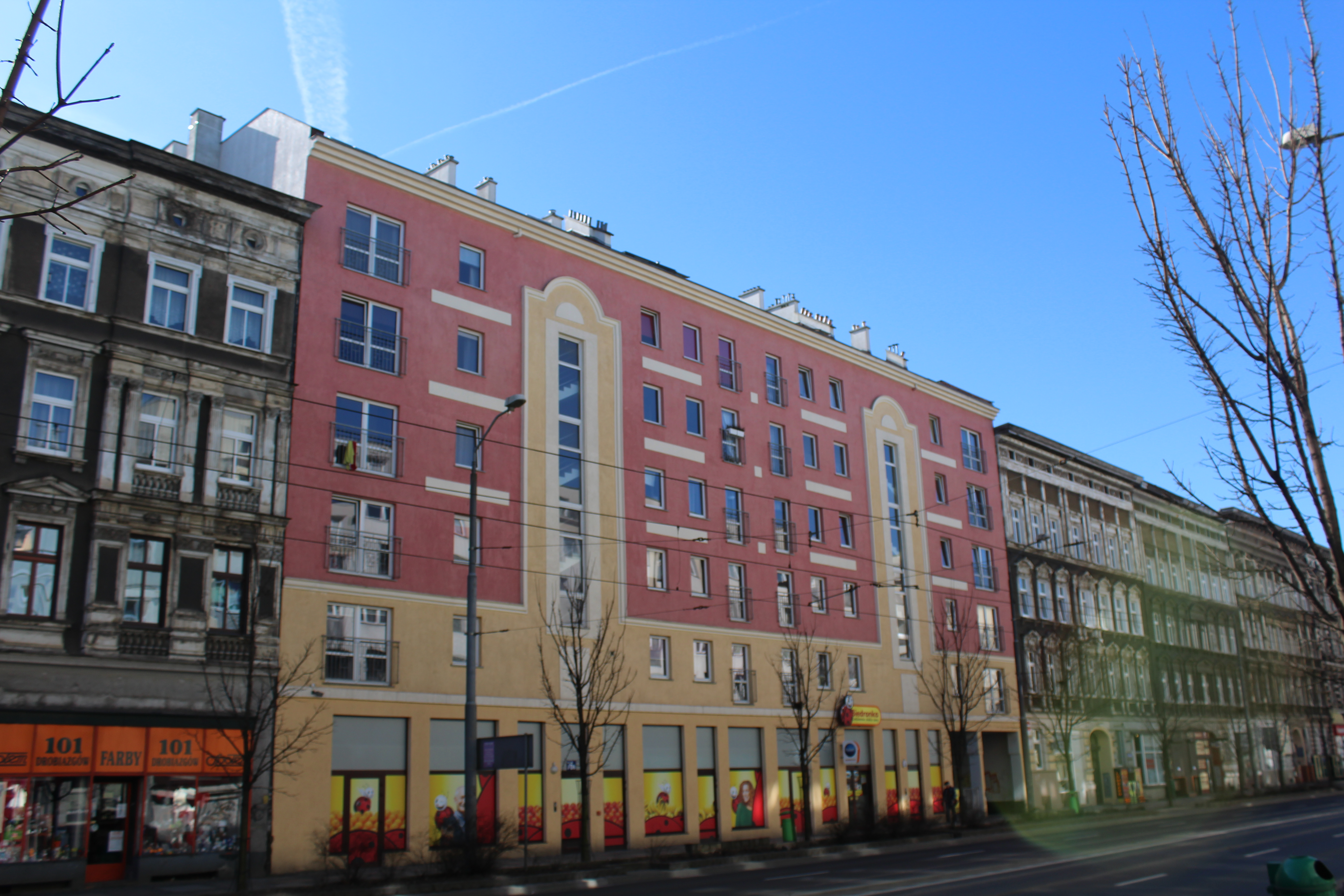
Plomba nr 76-77 z 2012 roku
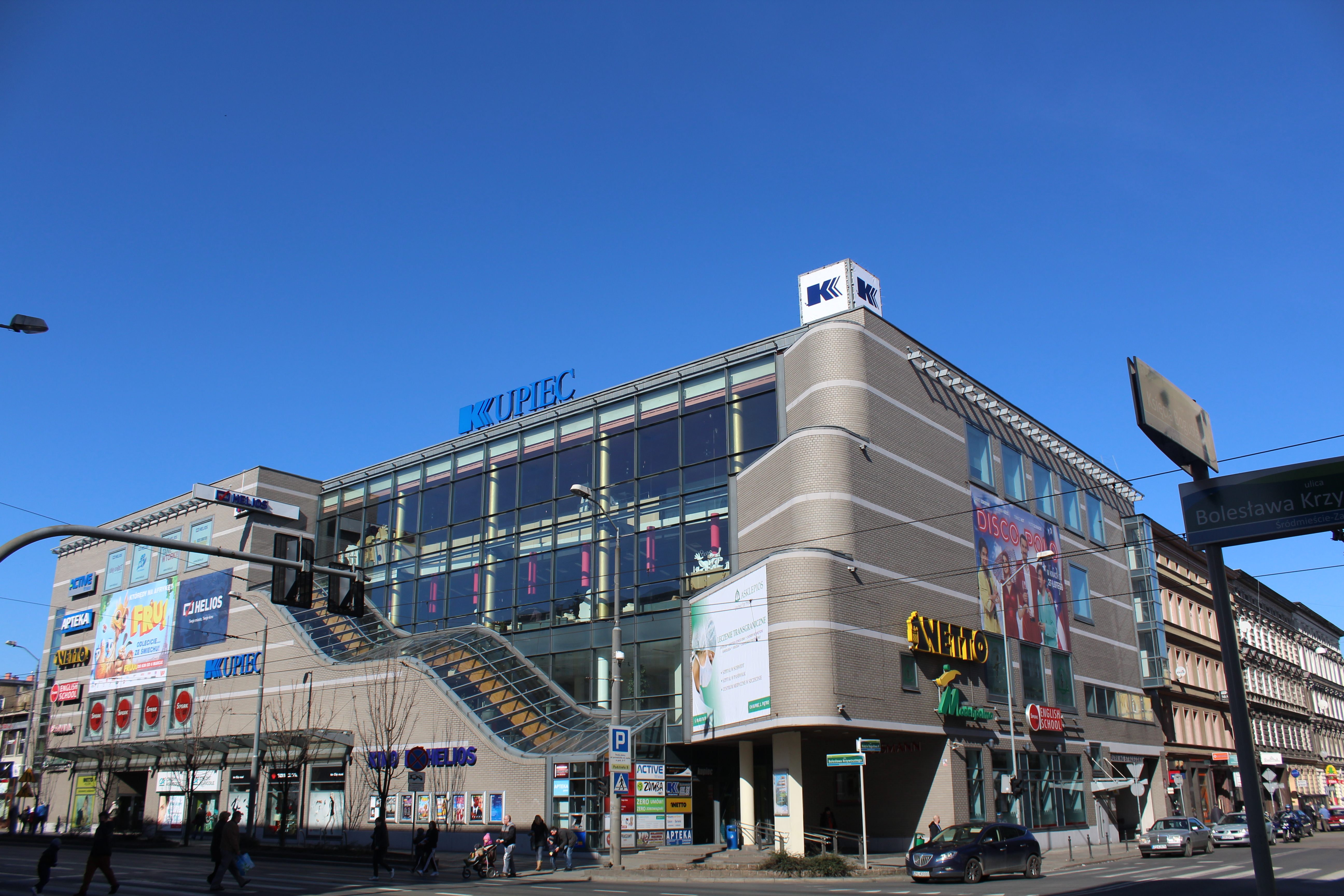
DTK Kupiec wybudowany w 2003 roku na narożniku z ul. Bogusława X
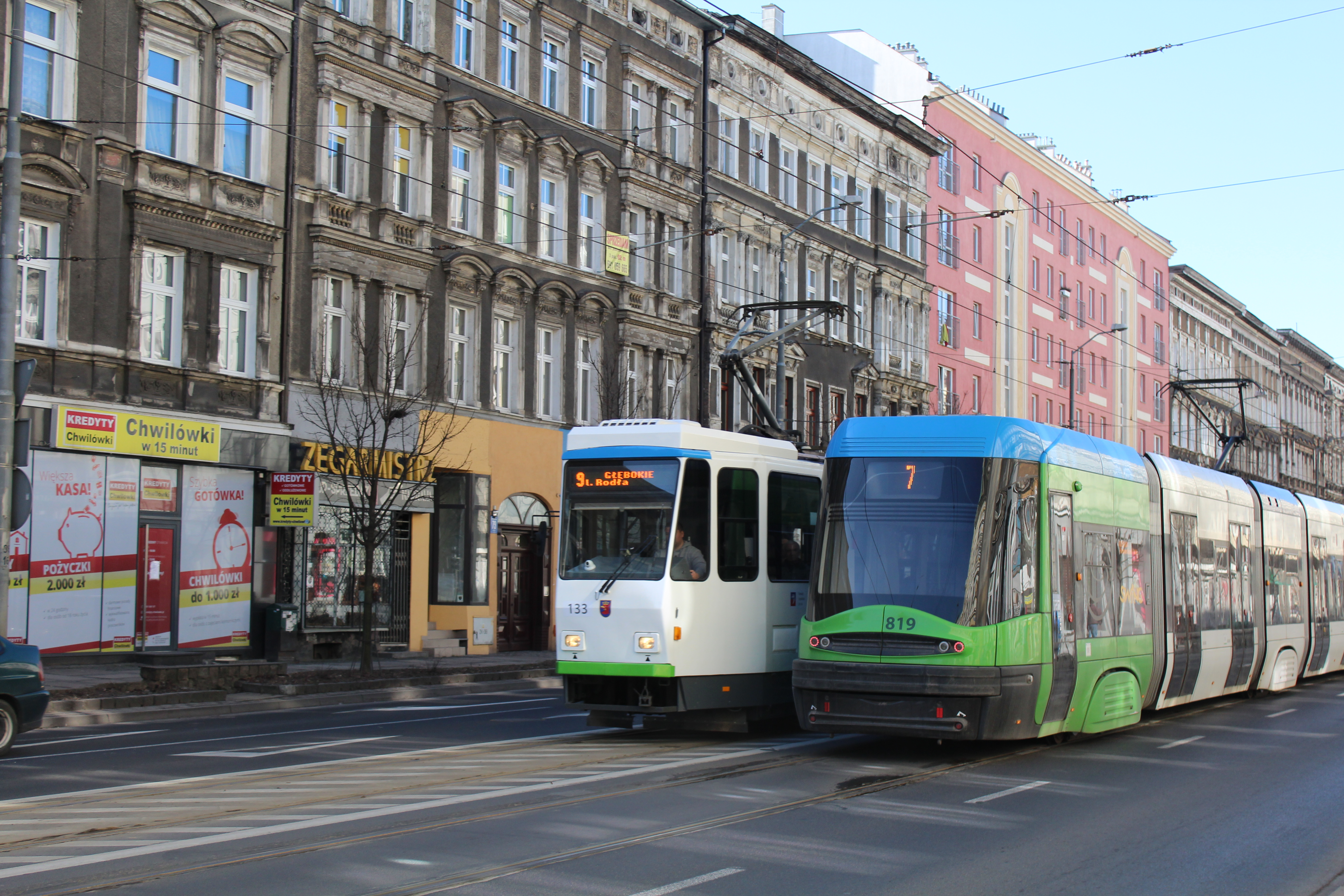
Mijające się tramwaje linii 7 i 9
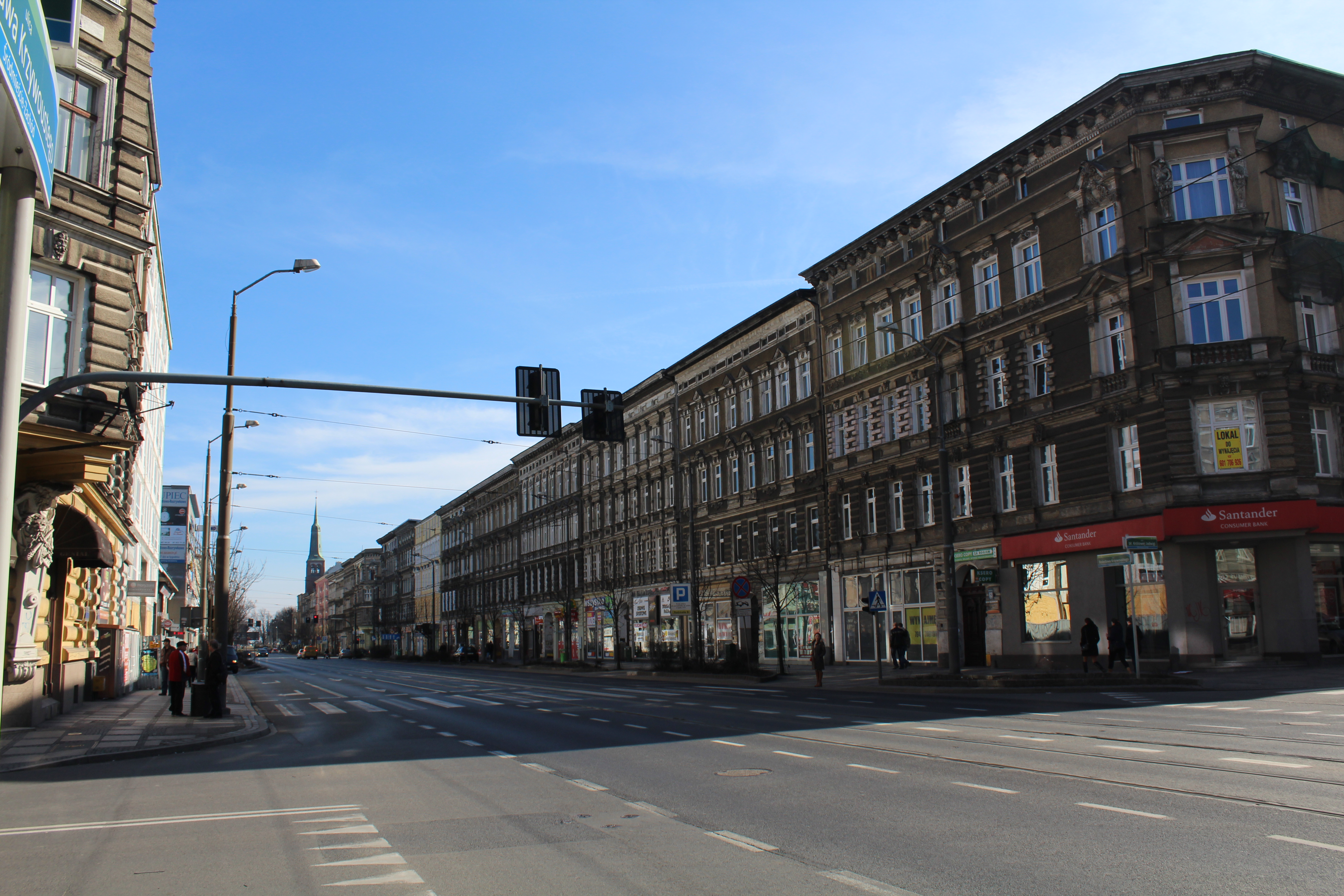
Skrzyżowanie z ul. Królowej Jadwigi
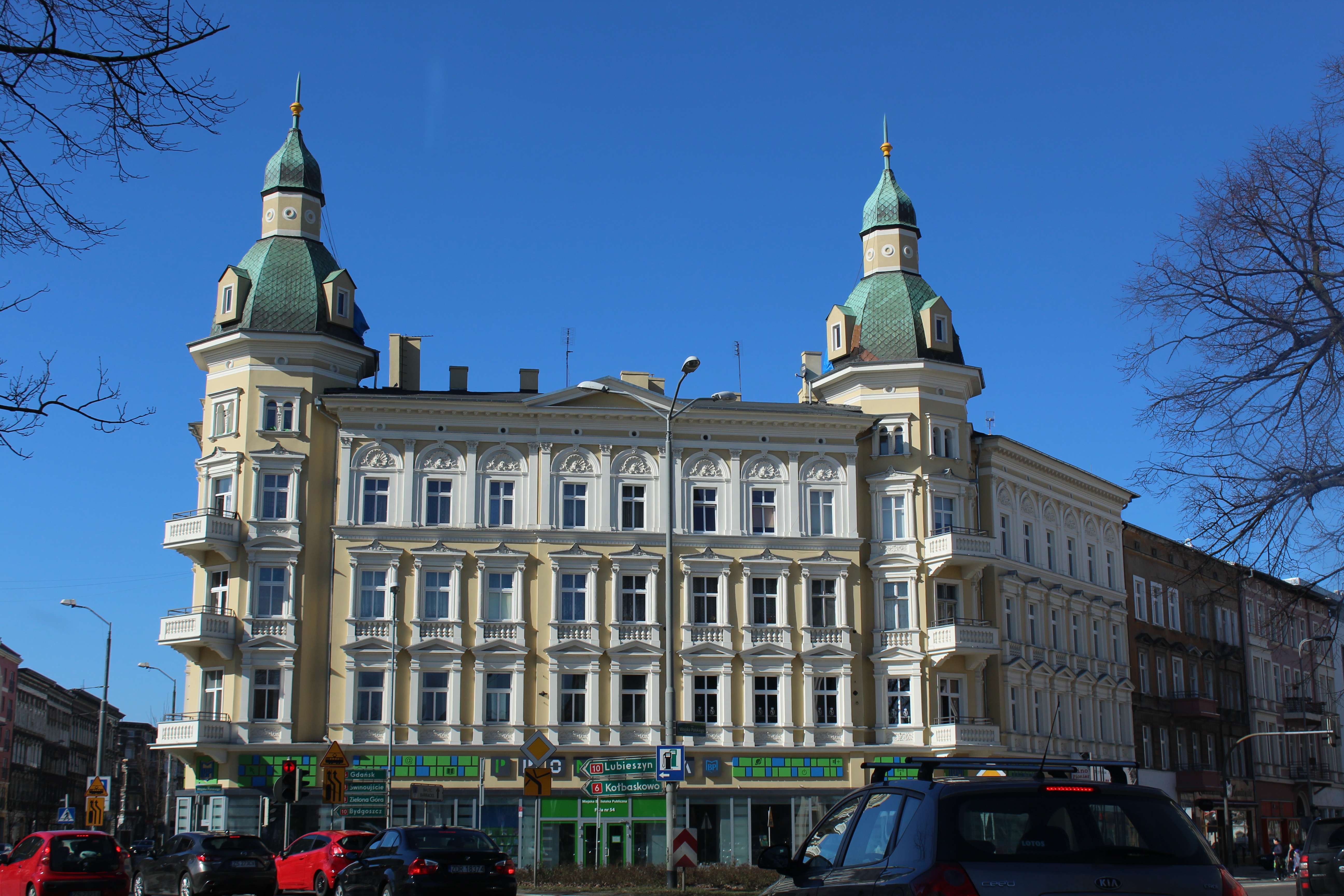
Narożnik ul. Krzywoustego oraz al. Wojska Polskiego